# Motocròs d'Esplugues
El Motocròs d'Esplugues fou una competició de motocròs internacional que es disputà anualment entre 1964 i 1991 a Esplugues de Llobregat, Baix Llobregat. Organitzada pel Moto Club Esplugues, la cursa era puntuable per als Campionats de Catalunya i d'Espanya de motocròs i formava part del grup de curses d'elit del calendari català d'aquesta modalitat, al costat del Motocròs Internacional Ciutat de Manresa (força popular durant la dècada de 1960), el Gran Premi d'Espanya de 250cc i el de 125cc.
Després d'unes primeres edicions disputades al circuit provisional del Salt del Pi, l'esdeveniment es traslladà el 1968 al nou Circuit Ciutat Diagonal, equipament habilitat al barri de Finestrelles a mig camí entre la urbanització "Ciutat Diagonal" i l'Hospital Sant Joan de Déu, a tocar de Barcelona. Fou en aquest emplaçament on el Motocròs d'Esplugues es consolidà i es mantingué amb gran èxit fins que es deixà de convocar a començaments de la dècada de 1990, quan els terrenys on s'assentava el circuit entraren en fase d'urbanització.

## Història

### Els circuits
El 19 d'abril de 1964, quan només feia un any que Montesa havia inaugurat la seva nova fàbrica a Esplugues de Llobregat, el Moto Club Esplugues decidí d'organitzar una cursa de motocròs i habilità per a l'ocasió un circuit provisional de 1.050 metres al Torrent del Salt del Pi (al costat del camp de futbol d'Esplugues). El traçat del circuit començava amb un recorregut de baixada i un cop avall calia remuntar fins a la sortida, amb la major part del públic encerclada per la pista. Eren uns anys de forta rivalitat esportiva entre Montesa i Bultaco, i essent com era Esplugues la seu de la primera el públic seguia amb passió els pilots d'aquesta marca.
Després d'uns anys repetint la cursa al circuit del Salt del Pi, el 10 de març de 1968 (data de la seva cinquena edició) la cursa es traslladà a un nou emplaçament més apropiat i ben equipat, el nou circuit Ciutat Diagonal amb 1.530 metres de traçat. Aquest circuit fou successivament millorat i el 1971 s'amplià a 1.800 metres, passant a 2.000 el 1972. El 1980 se li afegí una nova zona de sorra tot inspirant-se en els circuits de motocròs de Bèlgica, aleshores el país de referència dins aquest esport.
El circuit Ciutat Diagonal es conegué més tard com a Circuit de Finestrelles i fou altament elogiat durant la seva història, arribant a ser considerat un dels més tècnics del campionat estatal. A més, en tractar-se del circuit permanent d'Esplugues, durant anys fou una mena de pista de proves de Montesa, ja que per proximitat era allà on l'empresa provava les millores tècniques de les seves Cappra.

### Les curses

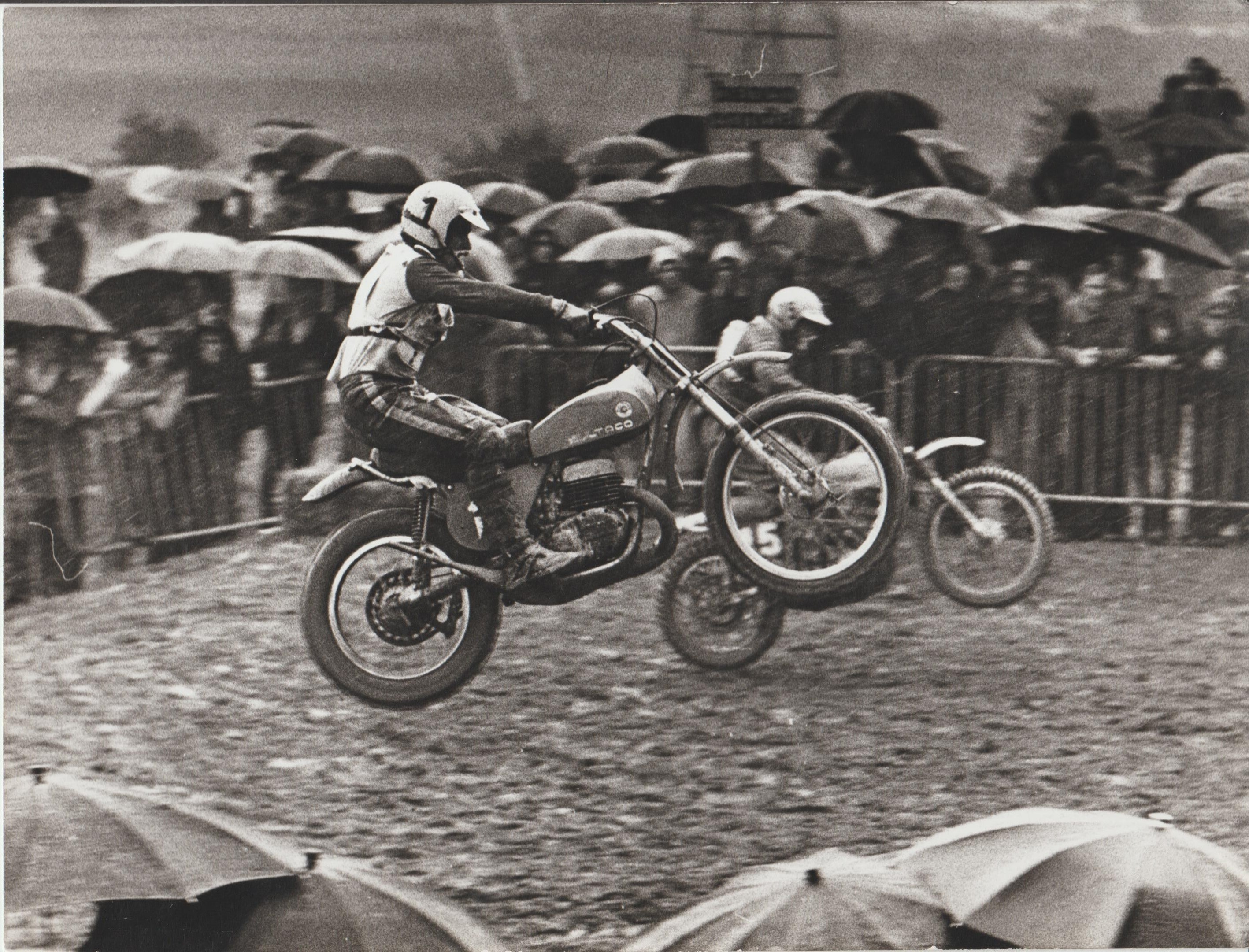
Domingo Gris a l'edicío de 1973

El motocròs d'Esplugues s'esqueia gairebé sempre cap a finals del mes de març, per la qual cosa era prou habitual que la cursa se celebrés en condicions de pluja o mal temps, sovint amb la pista força enfangada i amb abundants tolls d'aigua. Especialment recordades per aquest motiu varen ser les edicions dels anys 1973, 1978 i 1980. D'altra banda, la cursa era sovint la que encetava cada temporada el Campionat d'Espanya de motocròs, motiu pel qual era esperada amb gran expectació.
Al mateix temps, el fet de disputar-se poc abans que el primer Gran Premi de la temporada del mundial de motocròs de 250cc, celebrat primer al Circuit de Santa Rosa i més tard al del Vallès (gairebé sempre, el motocròs d'Esplugues es disputava la setmana immediatament anterior), convertia la cursa en l'avantsala del mundial. Això feia que molts pilots de primera línia hi participessin, ja que així aprofitaven per a instal·lar-se a Catalunya i anaven adaptant-se al tipus de terreny que es trobarien a l'imminent Gran Premi, a la vegada que mesuraven les seves forces amb els seus futurs rivals. Era especialment habitual que hi correguessin els oficials de les marques catalanes (Bultaco, Montesa i OSSA), ja que així podien visitar les respectives fàbriques i anar provant millores tècniques a les seves motocicletes just abans de començar la temporada internacional.
Al llarg dels anys, entre altres pilots destacats passaren pel motocròs d'Esplugues Michel Combes, Jean-Claude Nowack, Jim Pomeroy, Raymond Boven, Jean-Paul Mingels, Claude Jobé, Marty Moates i fins i tot campions del món futurs o vigents com ara Håkan Carlqvist, Håkan Andersson i Roger De Coster.
Pel que fa a la competició pròpiament dita, l'esdeveniment constava d'una cursa principal, repartida en dues mànegues, reservada als pilots internacionals i als que estiguessin en possessió de la categoria federativa màxima (segons l'època: Sènior, Súper o Inter). A banda, es disputaven curses complementàries reservades a pilots de menys nivell (Júnior) i, a més, a finals de la dècada de 1970 era habitual incloure-n'hi també de puntuables per al Trofeu Montesa. Finalment, pel que fa a les cilindrades, cal dir que la prova principal del motocròs d'Esplugues es disputà gairebé sempre en la categoria dels 250cc, tret d'alguna ocasió en què es feu en 500cc i la darrera edició de l'esdeveniment, el 1991, quan es va disputar en 125cc.

## Llista de guanyadors

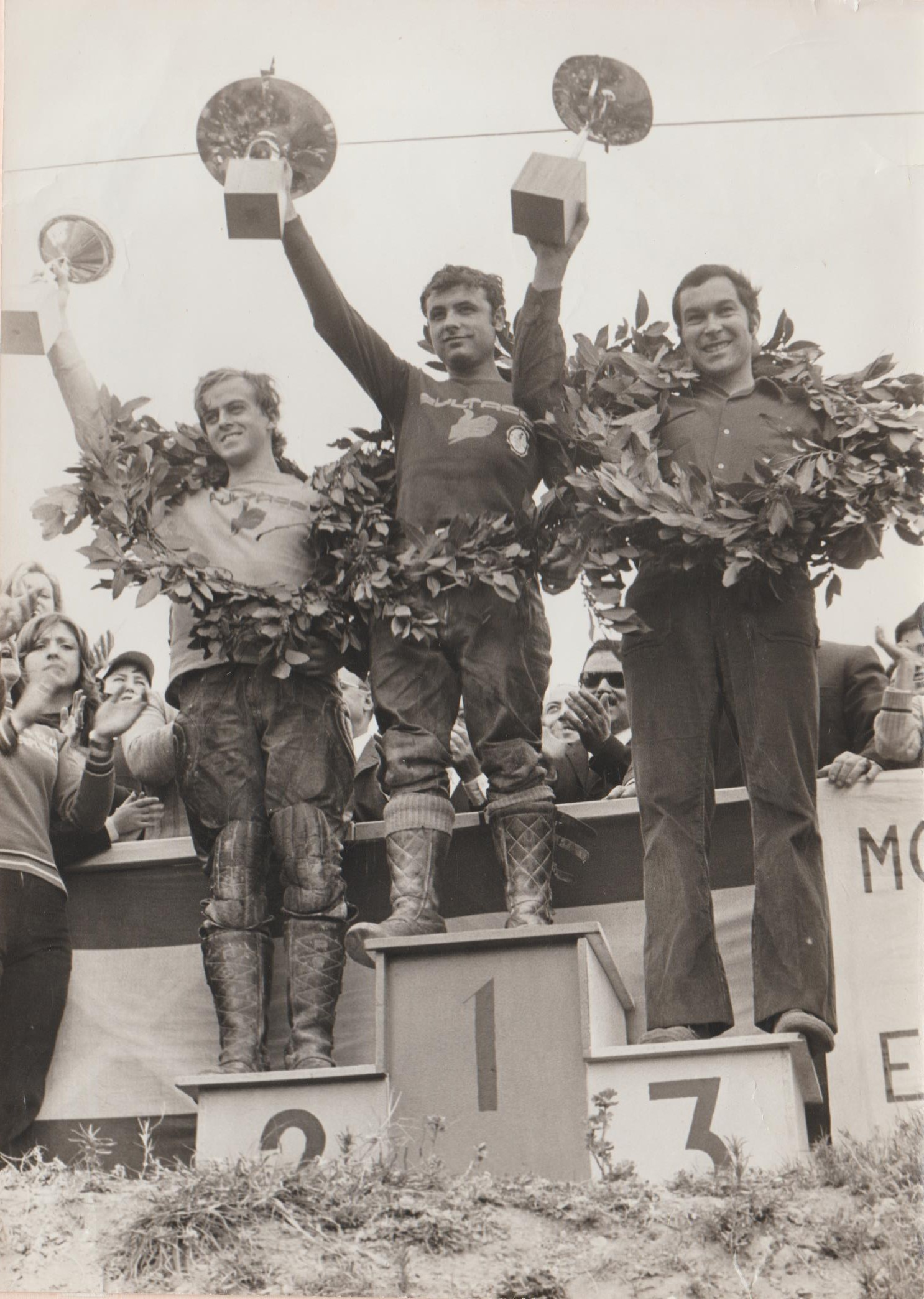
Podi de l'edició de 1972: 1-Domingo Gris, 2-Ignasi Bultó, 3-Jesús Sáiz

| Edició | Any  | Data         | Circuit         | Guanyador           | Motocicleta | Ref.   |
| ------ | ---- | ------------ | --------------- | ------------------- | ----------- | ------ |
| I      | 1964 | 19 d'abril   | Salt del Pi     | Ramon Costa         | Bultaco     | [ 23 ] |
| II     | 1965 | 19 d'abril   | Salt del Pi     | Oriol Puig Bultó    | Bultaco     | [ 24 ] |
| III    | 1966 | 20 de març   | Salt del Pi     | Pere Pi             | Montesa     | [ 25 ] |
| IV     | 1967 | 27 de març   | Salt del Pi     | Pere Pi             | Montesa     | [ 26 ] |
| V      | 1968 | 10 de març   | Ciutat Diagonal | José Sánchez        | Bultaco     | [ 27 ] |
| VI     | 1969 | 23 de març   | Ciutat Diagonal | Francesc Lancho     | Montesa     | [ 28 ] |
| VII    | 1970 | 8 de març    | Ciutat Diagonal | Francesc Lancho     | Montesa     | [ 29 ] |
| VIII   | 1971 | 14 de març   | Ciutat Diagonal | José Angel Mendívil | Bultaco     | [ 9 ]  |
| IX     | 1972 | 26 de març   | Ciutat Diagonal | Domingo Gris        | Bultaco     | [ 10 ] |
| X      | 1973 | 25 de març   | Ciutat Diagonal | José Angel Mendívil | Bultaco     | [ 14 ] |
| XI     | 1974 | 31 de març   | Ciutat Diagonal | Jim Pomeroy         | Bultaco     | [ 30 ] |
| XII    | 1975 | 23 de març   | Ciutat Diagonal | Jean-Claude Nowack  | Montesa     | [ 31 ] |
| XIII   | 1976 | 28 de març   | Ciutat Diagonal | Roger De Coster     | Suzuki      | [ 32 ] |
| XIV    | 1977 | 27 de març   | Ciutat Diagonal | Toni Elías          | Bultaco     | [ 33 ] |
| XV     | 1978 | 2 d'abril    | Ciutat Diagonal | Randy Muñoz         | Montesa     | [ 15 ] |
| XVI    | 1979 | 1 d'abril    | Ciutat Diagonal | Toni Arcarons       | Montesa     | [ 34 ] |
| XVII   | 1980 | 23 de març   | Ciutat Diagonal | Albert Ribó         | Montesa     | [ 17 ] |
| XVIII  | 1981 | 15 de març   | Ciutat Diagonal | Albert Ribó         | SWM         | [ 35 ] |
| XIX    | 1982 | 28 de març   | Ciutat Diagonal | Toni Elías          | Derbi       | [ 36 ] |
| XX     | 1983 | 13 de març   | Ciutat Diagonal | Toni Arcarons       | Honda       | [ 37 ] |
| XXI    | 1984 | 18 de març   | Ciutat Diagonal | Toni Arcarons       | Honda       | [ 38 ] |
| XXII   | 1985 | 24 de març   | Ciutat Diagonal | Toni Elías          | Yamaha      | [ 39 ] |
| XXIII  | 1986 | 2 de març    | Ciutat Diagonal | Toni Elías          | Yamaha      | [ 40 ] |
| XXIV   | 1987 | 1 de març    | Ciutat Diagonal | Scott Burnworth     | KTM         | [ 12 ] |
| XXV    | 1988 | 20 de març   | Ciutat Diagonal | Luisake             | Honda       | [ 41 ] |
| XXVI   | 1989 | 19 de febrer | Ciutat Diagonal | Pablo Colomina      | Yamaha      | [ 42 ] |
| XXVII  | 1990 | 18 de febrer | Ciutat Diagonal | Pablo Colomina      | Yamaha      | [ 43 ] |
| XXVIII | 1991 | 25 de febrer | Ciutat Diagonal | Òscar Vallés        | Kawasaki    | [ 44 ] |